# Vilde Frang
Vilde Frang Bjærke (født 19. august 1986 i Oslo) er en norsk violinist. Hun begyndte at spille violin, da hun var 4 år. I grundskoleårene var hun elev hos Alf Richard Kraggerud, Henning Kraggerud og Stephan Barratt-Due ved Barratt Due musikkinstitutt i Oslo. Siden studerede hun med Kolja Blacher i Hamborg og med Ana Chumachenco ved Kronberg-akademiet i Hessen.  
Hun debuterede som solist med orkester, da hun som 10-årig fremførte Pablo Sarasates Carmen-fantasi med Kringkastingsorkestret (det norske radioorkester). Efter at hun 12 år gammel modtog en invitation fra Mariss Jansons til at optræde med Oslo Filharmoniske Orkester, slog hun igennem også internationalt som en af de mest efterspurgte soloviolinister i sin generation. 
Hun har turneret med Anne-Sophie Mutter i Europa og USA, hun har spillet kammermusik med Martha Argerich, Renaud Capucon og Gautier Capucon, Julian Rachlin, Gidon Kremer, Yuri Bashmet, Leif Ove Andsnes, Lars Anders Tomter og Truls Mørk og hun har flere ganger optrådt som solist under Maxim Vengerov. I 2008 udråbte tysk presse henne til den næste "Miss Violin".
I sommeren 2009 tegnede hun en kontrakt med EMI Classics, og i januar 2010 blev hun præsenteret som EMI's Young Artist of the Year 2010. Hendes CD-udgivelser har fået meget gode anmeldelser i fagpressen verden over og har bragt henne mange priser og hædersbevisninger. Den toneangivende musikskribent Norman Lebrecht har udtalt, at hun "opens Sibelius with the iciest wisp of evanescent sound, announcing a major new force on the strings front" og "Frang is my hot tip for 2010".
Vilde Frang spiller på 'Rode' Guarneri 'del Gesù'-violinen fra 1734, som et længerevarende udlån fra The Stretton Society.

## Diskografi
- Vilde Frang - Prokofiev & Sibelius: Violin Concertos (2009)

WDR Sinfonieorchester Køln, Thomas Søndergård (dirigent)
EMI Classics 6844132
- Chopin: Cello music (2010)

Andreas Brantelid (cello), Marianna Shirinyan (piano), Vilde Frang (fiolin)
EMI Classics 509996877422
- Vilde Frang - Grieg, Bartók, R.Strauss: Sonatas (2011)

Michail Lifits (piano)
EMI Classics 9476392
- Vilde Frang - Nielsen & Tchaikovsky: Violin Concertos (2012)

EMI Classics 60257024
- Vilde Frang - Mozart Violin Concertos 1 & 5, Sinfonia Concertante (2015)

Warner Classics
- Vilde Frang - Korngold & Britten Violin Concertos (2016)

Warner Classics

## Hæderspriser
- ECHO Klassik Preis: Konzerteinspielung des Jahres 2016 for Korngold & Britten Violin Concertos
- ECHO Klassik Preis: Konzerteinspielung des Jahres 2015 for Mozart Violin Concertos

- ECHO Klassik Preis: Konzerteinspielung des Jahres 2013 for Nielsen & Tchaikovsky Violin Concertos
- Edison Klassiek Chamber Music Award 2012 for Grieg, Bartók & R.Strauss; Sonatas
- Credite Suisse Young Artist Award 2012
- ECHO PREIS Klassik Nachwuchskünstlerin 2011 for Grieg, Bartók & R.Strauss; Sonatas
- WEMAG Solistenpreis 2011
- Edison Klassiek Newcomer Award 2011 for Prokofiev & Sibelius; Violin Concertos
- Classic BRIT Newcomer Award 2011 for Prokofiev & Sibelius; Violin Concertos
- Arve Tellefsens Musikerpris 2010 som første mottaker
- Spellemannprisen 2009 i klassen klassisk for Prokofiev & Sibelius; Violin Concertos
- Dronning Ingrids Hæderslegat 2009
- Den Norske Solistprisen 2008
- Borletti-Buitoni Fellowship 2007
- Prins Eugens Kulturpris 2007
- Ritter-Stiftung 2007
- Léonie Sonnings Musikstipendium